# Benthodytes plana
Benthodytes plana is een zeekomkommer uit de familie Psychropotidae.
De wetenschappelijke naam van de soort werd in 1975 gepubliceerd door B. Hansen.